# Personas, Trabajo y Solidaridad
Personas, Trabajo y Solidaridad (en portugués: Pessoas Trabalho e Solidariedade), previamente llamado Partido del Trabajo y la Solidaridad (Partido de Trabalho e Solidariedade) y abreviado como PTS, es un partido político caboverdiano de ideología socialdemócrata fundado en noviembre de 1998 y registrado el 10 de noviembre de 2000. Su primer líder y fundador fue el escritor Onésimo Silveira, antiguo miembro del Partido Africano de la Independencia de Cabo Verde (PAICV).
Tras su fundación, el partido se unió a la Alianza Democrática para el Cambio junto al Partido de la Convergencia Democrática y la Unión Caboverdiana Independiente y Democrática, y disputó las elecciones parlamentarias de 2001. La coalición obtuvo dos escaños. Meses más tarde, Jorge Carlos Fonseca, candidato de la Alianza, obtuvo el tercer lugar en las elecciones presidenciales. El PTS concurrió solo en las elecciones municipales de 2004 y obtuvo el 11% de los votos y 2 escaños en el municipio de São Vicente.
El PTS no participó en las elecciones parlamentarias de 2006, pero participó en las elecciones de 2011, obteniendo solo el 0,5% de los votos y ningún escaño. En los comicios de 2016 fue el partido menos votado con solo 107 sufragios y ningún escaño. En 2021 mejoró ligeramente con 2.088 votos (0,93%), pero nuevamente fracasó en obtener escaños. Carlos Lopes sucedió a Claudio Sousa como líder del partido después de los comicios y este cambió su nombre a Personas, Trabajo y Solidaridad.